# NGC 2570
NGC 2570 في الفهرس العام الجديد، هي مجرة، تقع في كوكبة السرطان. اكتشفت في 20 فبراير 1873 بواسطة رالف كوبلاند.

## روابط خارجية
- NGC 2570 على موقع ويكي سكاي: DSS2, SDSS, GALEX, IRAS, Hydrogen α, X-Ray, Astrophoto, Sky Map, Articles and images